# 霍烏拉 (夏威夷州)
霍烏拉（英語：Hauʻula）是位於美國夏威夷州檀香山縣的一個人口普查指定地區。

## 地理
霍烏拉的座標為21°36′50″N 158°54′49″W / 21.61389°N 158.91361°W，而該地最高點為海拔高度2米（即7英尺）。

## 人口
根據2010年美國人口普查的數據，霍烏拉的面積為5.00平方千米，當中陸地面積為3.00平方千米，而水域面積為2.00平方千米。當地共有人口4148人，而人口密度為每平方千米829.6人。